# Stéphanie Frappart
Stéphanie Frappart (Le Plessis-Bouchard, 14 december 1983) is een Frans voetbalscheidsrechter. Ze staat sinds 2009 op de lijst van de FIFA van internationale scheidsrechters.
Sinds 2011 was Frappart scheidsrechter in de Championnat National, de derde divisie van het mannenvoetbal in Frankrijk.
In 2014 werd Frappart de eerste vrouwelijke scheidsrechter in de Ligue 2, de tweede laag van het professionele mannenvoetbal in Frankrijk. Ze was een jaar later ook scheidsrechter bij de FIFA Women's World Cup in Canada.
Op 3 december 2018 werd Frappart aangesteld voor de FIFA Women's World Cup van 2019 in Frankrijk. Frappart werd bovendien benoemd tot scheidsrechter van de finale van het toernooi, dat op 7 juli 2019 werd gespeeld door de Verenigde Staten en Nederland.
In april 2019 werd aangekondigd dat zij de eerste vrouwelijke scheidsrechter zou worden in de Ligue 1. Op 2 augustus 2019 werd bekend dat Frappart was aangesteld als scheidsrechter bij de UEFA Super Cup 2019.
Met het fluiten van de groepswedstrijd Costa Rica - Duitsland tijdens de WK 2022 was zij de eerste vrouwelijke scheidsrechter ooit die tijdens het wereldkampioenschap voetbal voor mannen een partij leidde.
 Felix Brych ·  Cüneyt Çakır ·  Carlos del Cerro Grande ·  Andreas Ekberg ·  Orel Grinfeeld ·  Ovidiu Haţegan ·  Sergej Karasjov ·  István Kovács ·  Björn Kuipers ·  Danny Makkelie ·  Antonio Mateu Lahoz ·  Michael Oliver ·  Daniele Orsato ·  Fernando Rapallini ·  Daniel Siebert ·  Artur Soares Dias ·  Anthony Taylor ·  Clément Turpin ·  Slavko Vinčić
Videoscheidsrechters:  Stuart Attwell ·  Kevin Blom ·  Pol van Boekel ·  Jérôme Brisard ·  Bastian Dankert ·  Marco Di Bello ·  Christian Dingert ·  Marco Fritz ·  Paweł Gil ·  Alejandro Hernández ·  Massimiliano Irrati ·  Chris Kavanagh ·  François Letexier ·  Juan Martínez Munuera ·  João Pinheiro ·  José María Sánchez Martínez ·  Paolo Valeri
Vierde officials:  Georgi Kabakov ·  Stéphanie Frappart ·  Davide Massa ·  Bartosz Frankowski ·  Srđan Jovanović ·  Sandro Schärer
 Abdulrahman Al-Jassim ·  Iván Barton ·  Chris Beath ·  Raphael Claus ·  Matthew Conger ·  Ismail Elfath ·  Mario Escobar ·  Alireza Faghani ·  Stéphanie Frappart ·  Bakary Gassama ·  Mustapha Ghorbal ·  Victor Gomes ·  István Kovács ·  Danny Makkelie ·  Szymon Marciniak ·  Said Martínez ·  Antonio Mateu Lahoz ·  Andrés Matonte ·  Mohammed Abdulla Mohamed ·  Salima Mukansanga ·  Maguette Ndiaye ·  Ma Ning ·  Michael Oliver ·  Daniele Orsato ·  Kevin Ortega ·  César Arturo Ramos ·  Fernando Rapallini ·  Wilton Pereira Sampaio ·  Daniel Siebert ·  Janny Sikazwe ·  Anthony Taylor ·  Facundo Tello ·  Clément Turpin ·  Jesús Valenzuela ·  Slavko Vinčić ·  Yoshimi Yamashita
Videoscheidsrechters:  Abdulla Al-Marri ·  Julio Bascuñán ·  Pol van Boekel ·  Jérôme Brisard ·  Bastian Dankert ·  Ricardo de Burgos Bengoetxea ·  Shaun Evans ·  Drew Fischer ·  Marco Fritz ·  Nicolás Gallo ·  Leodán González ·  Fernando Guerrero ·  Alejandro Hernández ·  Massimiliano Irrati ·  Redouane Jiyed ·  Tomasz Kwiatkowski ·  Juan Martínez Munuera ·  Benoît Millot ·  Juan Soto ·  Muhammad Taqi ·  Paolo Valeri ·  Mauro Vigliano ·  Armando Villarreal ·  Adil Zourak